# Ibn al-Maklātī
Ibn al-Maklātī (... – 1053) è stato un qāʾid di Catania.
Nelle fonti storiche è citato come il qāʾid (signore) di Catania nel 1053, durante il cosiddetto periodo dei qaidati musulmani in Sicilia. Nel 1053, durante la guerra civile tra i vari qāʾid dell'isola, Ibn al-Maklātī fu sconfitto e ucciso in battaglia nei pressi di Castrogiovanni (Enna) dal governatore di Siracusa Ibn al-Thumna, il quale sposò in seguito la vedova usurpando il dominio sulla città etnea.